# Glide (település)
Glide az Amerikai Egyesült Államok északnyugati részén, Oregon állam Douglas megyéjében elhelyezkedő statisztikai település. A 2010. évi népszámláláskor 1795 lakosa volt. Területe 26,3 km², melyből 0,2 km² vízi.
A városnak egy egy általános iskolája (Glide Elementary School), egy középiskolája (Glide Middle School) és egy gimnáziuma (Glide High School) van, amelyek a Glide-i Iskolakerület fennhatósága alá tartoznak.
A településen található a „Colliding Rivers” („Találkozó folyók”) nevű pont, ahol az Északi-Umpqua-folyó és annak Kis-folyó nevű mellékága egymásba torkollik.

## Éghajlat
| Hónap                         | Jan.  | Feb.  | Már. | Ápr. | Máj. | Jún. | Júl. | Aug. | Szep. | Okt. | Nov.  | Dec.  | Év    |
| ----------------------------- | ----- | ----- | ---- | ---- | ---- | ---- | ---- | ---- | ----- | ---- | ----- | ----- | ----- |
| Rekord max. hőmérséklet (°C)  | 21,1  | 25,0  | 26,7 | 32,2 | 38,9 | 38,3 | 39,4 | 40,0 | 38,9  | 35,6 | 24,4  | 18,9  | 40,0  |
| Átlagos max. hőmérséklet (°C) | 7,8   | 11,1  | 13,9 | 17,2 | 21,1 | 23,9 | 28,9 | 28,9 | 25,6  | 17,8 | 10,6  | 6,7   | 17,8  |
| Átlaghőmérséklet (°C)         | 4,5   | 6,1   | 8,1  | 10,3 | 13,6 | 16,1 | 19,5 | 19,2 | 15,9  | 11,4 | 6,7   | 3,8   | 11,3  |
| Átlagos min. hőmérséklet (°C) | 1,1   | 1,1   | 2,2  | 3,3  | 6,1  | 8,3  | 10,0 | 9,4  | 7,2   | 5,0  | 2,8   | 0,6   | 4,8   |
| Rekord min. hőmérséklet (°C)  | −16,7 | −14,4 | −8,9 | −4,4 | −3,3 | −0,6 | 1,1  | 0,0  | −3,3  | −7,2 | −10,6 | −18,3 | −18,3 |
| Átl. csapadékmennyiség (mm)   | 221   | 171   | 168  | 137  | 94   | 50   | 18   | 18   | 45    | 118  | 254   | 277   | 1571  |
| Forrás: The Weather Channel   |       |       |      |      |      |      |      |      |       |      |       |       |       |

## Népesség

### 2010
A 2010-es népszámláláskor  1795 lakója, 749 háztartása és 526 családja volt. A népsűrűség 68,5 fő/km2. A lakóegységek száma 818, sűrűségük 31,2 db/km2. A lakosok 94,8%-a fehér, 0,3%-a afroamerikai, 1,7%-a indián, 0,3%-a ázsiai, 0,1%-a a Csendes-óceáni szigetekről származik, 0,8%-a egyéb, 2%-a pedig kettő vagy több etnikumú. A spanyol vagy latino származásúak aránya 3,1% (2,1% mexikói, 0,1% Puerto Ricó-i,  0,9% egyéb spanyol vagy latino származású.)
A háztartások 24,8%-ában élt 18 évnél fiatalabb. 54,7% házas, 9,7% egyedülálló nő, 5,7% egyedülálló férfi, 29,8% pedig nem család. 24,6% egyedül élt; 9,5%-uk 65 éves vagy idősebb. Egy háztartásban átlagosan 2,39 személy élt; a családok átlagmérete 2,79 fő.
A medián életkor 47,7 év volt. Lakóinak 19,7%-a 18 évesnél fiatalabb, 4,2% 18 és 24 év közötti, 19,5%-uk 25 és 44 év közötti, 36,2%-uk 45 és 64 év közötti, 18,4%-uk pedig 65 éves vagy idősebb. A lakosok 50,8%-a férfi, 49,2%-a pedig nő.

### 2000

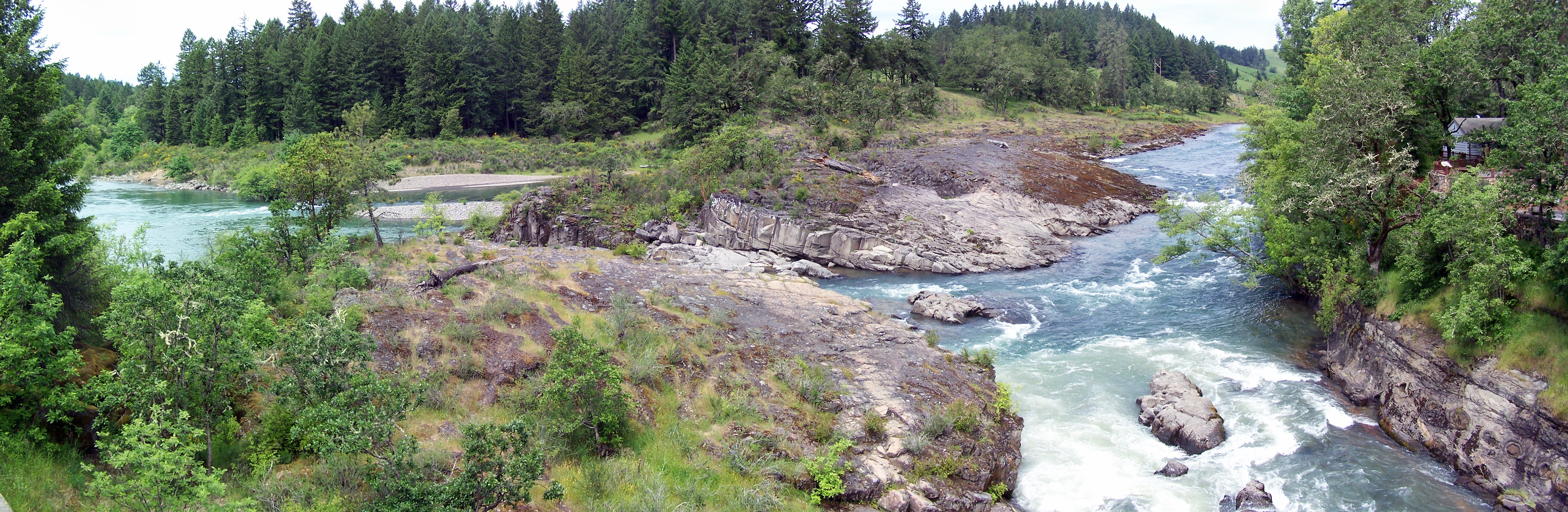
Colliding Rivers

A 2000-es népszámláláskor   1690 lakója, 624 háztartása és 484 családja volt. A népsűrűség 64,5 fő/km2. A lakóegységek száma 675, sűrűségük 25,8 db/km2. A lakosok 99,99%-a fehér,      0,01%-a pedig kettő vagy több etnikumú. 
A háztartások 36,1%-ában élt 18 évnél fiatalabb. 65,9% házas, 7,4% egyedülálló nő; 22,4% pedig nem család. 18,1% egyedül élt; 6,9%-uk 65 éves vagy idősebb. Egy háztartásban átlagosan 2,71 személy élt; a családok átlagmérete 3,06 fő.
Lakóinak 28,6%-a 18 évesnél fiatalabb, 6,2% 18 és 24 év közötti, 25,4%-uk 25 és 44 év közötti, 27,7%-uk 45 és 64 év közötti, 12,7%-uk pedig 65 éves vagy idősebb. A medián életkor 39 év volt. Minden 100 nőre 104,1 férfi jut; a 18 évnél idősebb nőknél ez az arány 100,5.
A háztartások medián bevétele 40 345 amerikai dollár, ez az érték családoknál $45 313. A férfiak medián keresete $37 857, míg a nőké $21 591. Az egy főre jutó bevétel (PCI) $18 444. A családok 9,4%-a, a teljes népesség 8%-a élt létminimum alatt; a 18 év alattiaknál ez a szám 13,2%, a 65 évnél idősebbeknél pedig 8%.

## Fordítás
Ez a szócikk részben vagy egészben  a   Glide, Oregon című angol Wikipédia-szócikk ezen változatának fordításán alapul.  Az eredeti cikk szerkesztőit annak laptörténete sorolja fel. Ez a jelzés csupán a megfogalmazás eredetét és a szerzői jogokat jelzi, nem szolgál a cikkben szereplő információk forrásmegjelöléseként.